# Miranda (Mato Grosso do Sul)
Miranda is een gemeente in de Braziliaanse deelstaat Mato Grosso do Sul. De gemeente telt 24.838 inwoners (schatting 2009).